# Кејп Картерет (Северна Каролина)
Кејп Картерет (енгл. Cape Carteret) град је у америчкој савезној држави Северна Каролина.

## Демографија
По попису из 2010. године број становника је 1.917, што је 703 (57,9%) становника више него 2000. године.
| Група             | 2000.         | 2010.         |
| Белци             | 1.179 (97,1%) | 1.802 (94,0%) |
| Афроамериканци    | 4 (0,3%)      | 22 (1,1%)     |
| Азијати           | 7 (0,6%)      | 34 (1,8%)     |
| Хиспаноамериканци | 17 (1,4%)     | 31 (1,6%)     |
| Укупно            | 1.214         | 1.917         |